# Andrea Pepi
Andrea Pepi (Siena, 29 aprile 1964) è un ex calciatore italiano, di ruolo difensore.

## Carriera
Inizia al Castelfiorentino, in Interregionale; nella stagione 1985-1986 è acquistato dall'Atalanta, in Serie A, dove rimane un anno senza mai giocare. La stagione seguente passa a titolo definitivo all'Entella Bacezza, in Serie C2, con cui gioca tutte e 34 le gare di campionato segnando 2 reti. L'anno seguente si trasferisce al Siena, squadra della sua città natale, dove rimane fino al 1991 ottenendo la promozione in Serie C1 nella stagione 1990-1991.
Nel 1991 è acquistato dal Cesena, in Serie B, dove resta fino al 1994, con 79 presenze totali in serie cadetta; torna al Siena, in Serie C1, arrivando a 208 presenze e 6 gol coi senesi, chiudendo la carriera nel 1998.

## Palmarès

### Club

#### Competizioni nazionali
- Serie C2: 1

Siena: 1989-1990 (girone A)